# Черноглава зидарка
Черноглава зидарка (Sitta krueperi) е вид птица от семейство Sittidae. Видът е почти застрашен от изчезване.

## Разпространение
Видът е разпространен в Грузия, Гърция, Русия и Турция.